# کندوج
کَندوج، در زبان طالشی‌ به اتاقی گفته می‌شود که شالی درو شده را تا زمان خرمن در آن گذارند. کندوج اتاقکی است مخصوص نگهداری خوشه‌های شلتوک که بر روی چهار یا شش پایه قرار دارد. کندوج‌ها در گذشته گالی پوش یا کلشی بوده‌است. کندوج در زبان گیلکی سازه‌ای است که شالی‌کاران از آن برای نگهداری و انبار کردن ساقه‌های شالی استفاده می‌کنند.
کندوج، واژه‌ای است در زبان تالشی که با نامهای دیگر محلی در گویش گیلکی کوندوج، کوندیج، کوروج، کوتی و کوتام در گیلان و غرب مازندران از آن نام برده می‌شود و سازه ای است که شالیکاران شمالی از آن برای نگهداری و انبار کردن ساقه‌های شالی استفاده می‌کنند، کندوج عابدینی در موزه میراث روستایی گیلان، قدیمی‌ترین و بزرگ‌ترین کندوج ایران است، این کلمه در زبان طبری وجود ندارد و اسم‌های دیگری دارد.
مشابه این سازه در شمال غربی اسپانیا و شمال پرتغال نیز دیده می‌شود که Hórreo نام دارد.

## مشخصات فنی سازه

عکسی از یک کندوج شیروانی در روستای خلیفه محله رودسر - زمستان ۱۳۸۶ خورشیدی

سکوی چهارگوش کندوج، مربعی شکل و به طول و عرض ۳ تا ۴٫۵ متر، به ارتفاع ۱٫۵ متر فقط از یک سو باریکه راهی برای ورود دارد. پهنای این سکو تااندازه‌ای زیاد است و از چهار گوشهٔ آن، چهار ستون مخروطی به ارتفاع ۲٫۵ متر بالا می‌رود. بر روی این ستون‌ها که از گل خام و رسی است، چهار قطعه از تنهٔ درخت که به صورت منشور بسیار قطور تراش داده شده، کار گذاشته می‌شود و واشان‌های قطور چهار سویه ساختمان بر روی این منشورها استوار گردیده، بر روی آن‌ها چوب‌های قطور میخ می‌کنند تا خوشه‌ها را بتوانند روی آن‌ها انبار نمایند. بام این بنا هم که از گیاه مخصوصی به نام لی پوشیده شده به شکل منشور کله قندی است.
عمومأ پوشش سقف کندوج را کلوش (ساقهٔ برنج)، گالی (نوعی گیاه مردابی) و به ندرت لت پوش (تختهٔ تبر تراش‌خورده) و نیز امروزه سقف کندوج را از شیروانی حلب می‌سازند.
برای رفتن به بام فقط از نردبان استفاده می‌شود. از کف کندوج نیز برای دانه کردن خوشه‌ها بهره گرفته می‌شود. گفتنی است که در بالای بام پوشالی و مخروطی شکل کندوج، گمج (نوعی ظرف لعابی از جنس خاک رس) را وارونه می‌گذارند و به دین وسیله مانع ورود آب باران از انتهای سقف به داخل کندوج می‌شوند.
از مهم‌ترین مزایای کندوج، بالاتر بودن آن از سطح زمین می‌باشد که باعث می‌گردد با آب باران یا طغیان رودخانه و رطوبت زمین به محصول برنج آسیبی وارد نسازد و باعث فاسد شدن برنج نگردد و از سوی دیگر از نفوذ حیوانات موذی به خصوص موش به داخل انبار برنج پیشگیری می‌نماید.
از ویژگی‌های بارز معماری بومی در ساخت کندوج این است که در میانهٔ آن هواکشی جهت جریان هوا تعبیه می‌شود که سبب خشک شدن برنج می‌گردد. بنا به تجربیات و شنیدارها اگر شلتوک برنج در کندوج بماند، پخت و طعم جالبی خواهد داشت.
گفتنی است برای کشیدن برنج به کندوج از چوب دو شاخه شبیه دوخالنگ یا چنگک که به شکل عدد هفت می‌باشد استفاده می‌شود که یک سرش وصل به طناب است و سر دیگر را در برنج دَرز فرومی‌کنند و از زمین به بالای کندوج می‌کشند.